# Автошлях Т 0518
Автошля́х Т 0518 — автомобільний шлях територіального значення у Донецькій та Запорізькій областях. Пролягає територією Волноваського, Пологівського та Маріупольського районів через Багатир — Велику Новосілку — Микільське. Загальна довжина — 118,8 км.

## Маршрут
Автошлях проходить через такі населені пункти:
| Автошлях Т 0518      |           |
| Донецька область     |           |
| Волноваський район   |           |
| Багатир              | Н15       |
| Велика Новосілка     | Т 0509    |
| Урожайне             |           |
| Старомлинівка        |           |
| Ключове              |           |
| Георгіївка           |           |
| Новопетриківка       |           |
| Нова Каракуба        |           |
| Зачатівка (село)     |           |
| Зачатівка (селище)   |           |
| Запорізька область   |           |
| Пологівський район   |           |
| Вишнювате            |           |
| Донецька область     |           |
| Маріупольський район |           |
| Катеринівка          |           |
| Труженка             |           |
| Малоянисоль          |           |
| Новоянисоль          |           |
| Микільське           | Т 0523Н08 |